# Avraham Melamed
Avraham Melamed (hebrejsky: אברהם מלמד, žil 7. října 1921 – 12. prosince 2005) byl izraelský politik a poslanec Knesetu za stranu Mafdal.

## Biografie
Narodil se v Litvě. V roce 1948 přesídlil do Izraele. Zapojil se do jednotek Palmach a ve válce za nezávislost bojoval v Negevské brigádě. Vystudoval právo a ekonomii na Telavivské univerzitě. Byl jedním ze zakladatelů mošavu Nir Ecion.

## Politická dráha
Byl aktivní ve straně Mafdal, byl jedním z předáků její frakce Mifne. V izraelském parlamentu zasedl poprvé po volbách v roce 1969, do nichž šel za Mafdal. Mandát ale získal dodatečně, v prosinci 1969, jako náhradník. Byl členem finančního výboru. Opětovně byl zvolen ve volbách v roce 1973. Nastoupil jako člen do výboru pro státní kontrolu, výboru pro jmenování soudců, výboru finančního a výboru pro zahraniční záležitosti a obranu. Mandát si udržel i po volbách v roce 1977. Stal se členem výboru pro státní kontrolu, výboru pro ústavu, právo a spravedlnost, výboru pro zahraniční záležitosti a obranu a výboru finančního. Uspěl i ve volbách v roce 1981. Zastával post člena parlamentního výboru pro jmenování soudců, výboru finančního, výboru pro zahraniční záležitosti a obranu, výboru pro státní kontrolu a výboru pro ústavu, právo a spravedlnost. Ve volbách v roce 1984 poslanecký mandát neobhájil.